# Episodi di Nel regno delle fiabe
| Stagione | Titolo originale                                    | Titolo italiano                       | Prima TV Usa      | Prima TV Italia  |
| -------- | --------------------------------------------------- | ------------------------------------- | ----------------- | ---------------- |
| 1        | The Tale of the Frog Prince                         | Il principe ranocchio                 | 11 settembre 1982 | 20 maggio 1990   |
| 1        | Rumpelstiltskin                                     | Rumpelstiltskin                       | 16 ottobre 1982   | 25 dicembre 1990 |
| 2        | Rapunzel                                            | Trecce d'oro                          | 5 febbraio 1983   | 24 dicembre 1990 |
| 2        | The Nightingale                                     | L'usignolo dell'imperatore            | 10 maggio 1983    | 28 dicembre 1990 |
| 2        | Sleeping Beauty                                     | La bella addormentata                 | 7 luglio 1983     |                  |
| 2        | Jack and the Beanstalk                              | Jack e la pianta di fagioli           | 8 settembre 1983  | 26 dicembre 1990 |
| 2        | Little Red Riding Hood                              | Cappuccetto Rosso                     | 10 novembre 1983  |                  |
| 2        | Hansel and Gretel                                   | Hansel e Gretel                       | 5 dicembre 1983   |                  |
| 3        | Goldilocks and the Three Bears                      | Riccioli d'oro e i tre orsetti        | 9 gennaio 1984    | 22 aprile 1990   |
| 3        | The Princess and the Pea                            | La principessa sul pisello            | 16 aprile 1984    | 4 gennaio 1991   |
| 3        | Pinocchio                                           | Pinocchio                             | 14 maggio 1984    |                  |
| 3        | Thumbelina                                          | Pollicina                             | 11 giugno 1984    | 11 marzo 1990    |
| 3        | Snow White and the Seven Dwarfs                     | Biancaneve e i sette nani             | 16 luglio 1984    |                  |
| 3        | Beauty and the Beast                                | La bella e la bestia                  | 13 agosto 1984    | 27 dicembre 1990 |
| 3        | The Boy who Left Home to Find Out about the Shivers | Brividi                               | 17 settembre 1984 | 31 dicembre 1990 |
| 4        | The Three Little Pigs                               | I tre porcellini                      | 12 febbraio 1985  | 4 marzo 1990     |
| 4        | The Snow Queen                                      | La regina della neve                  | 11 marzo 1985     | 3 giugno 1990    |
| 4        | The Pied Piper of Hamelin                           | Il pifferaio di Hamelin               | 5 aprile 1985     |                  |
| 4        | Faerie Tale Theatre: Greatest Moments               | Faerie Tale Theatre: Greatest Moments | 17 luglio 1985    |                  |
| 4        | Cinderella                                          | Cenerentola                           | 14 agosto 1985    |                  |
| 4        | Puss in Boots                                       | Il gatto con gli stivali              | 9 settembre 1985  | 25 marzo 1990    |
| 4        | The Emperor's New Clothes                           | Il vestito nuovo dell'imperatore      | 5 ottobre 1985    | 1º aprile 1990   |
| 5        | Aladdin and His Wonderful Lamp                      | Aladino e la lampada magica           | 14 luglio 1986    | 2 gennaio 1991   |
| 5        | The Princess who Had Never Laughed                  | La principessa che non aveva mai riso | 11 agosto 1986    |                  |
| 6        | Rip Van Winkle                                      | Rip Van Winkle                        | 23 marzo 1987     |                  |
| 6        | The Little Mermaid                                  | La sirenetta                          | 6 aprile 1987     | 18 marzo 1990    |
| 6        | The Dancing Princesses                              | Il ballo delle principesse            | 14 novembre 1987  | 6 maggio 1990    |

## Il principe ranocchio
- Titolo originale: The Tale of the Frog Prince
- Diretto da: Eric Idle
- Scritto da: Eric Idle
- Soggetto: Fratelli Grimm

### Trama
Una viziata principessa promette a un ranocchio parlante di diventare sua amica in cambio dell'aiuto per recuperare una preziosa palla d'oro dal fondo di un pozzo. Ma una volta riavuta la palla, la principessa si rifiuta di mantenere la sua parola: il ranocchio la raggiunge allora al castello per vivere con lei.
- Interpreti: Teri Garr (Principessa), Robin Williams (Ranocchio/Principe Robin), René Auberjonois (Re Ulrich), Michael Richards (Re Geoffray).

## Rumpelstiltskin
- Titolo originale: Rumpelstiltskin
- Diretto da: Emile Ardolino
- Scritto da: Gerald Ayres
- Soggetto: Fratelli Grimm

### Trama
Dopo che un mugnaio racconta al re che la figlia è in grado di filare la paglia in fili d'oro, la fanciulla viene chiamata a corte per dare prova delle sue incredibili doti. La poverina è disperata, ma uno strano folletto le appare in soccorso, offrendosi di eseguire il prodigio in cambio di una collana prima e di un anello poi. Ma la terza volta la figlia del mugnaio non ha più nulla da dargli, e gli promette il suo primogenito.
- Interpreti: Shelley Duvall (Figlia del mugnaio), Ned Beatty (Re), Hervé Villechaize (Rumpelstiltskin), Paul Dooley (Mugnaio).

## Trecce d'oro
- Titolo originale: Rapunzel
- Diretto da: Gilbert Cates
- Scritto da: David Wyles
- Soggetto: Fratelli Grimm

### Trama
Dopo aver rubato dal giardino di una potente strega, una coppia è costretta a cedere alla donna la sua primogenita. La strega rinchiude la fanciulla, chiamata Raperonzolo, in una torre isolata al centro di un bosco, e ne sigilla l'ingresso. Il solo modo di salire da lei è arrampicarsi sulla sua lunghissima treccia dorata. Un giorno un principe vede Raperonzolo e se ne innamora: i due progettano, all'insaputa della strega, di fuggire insieme.
- Interpreti: Shelley Duvall (Raperonzolo/Madre di Raperonzolo), Jeff Bridges (Principe Henry/Padre di Raperonzolo), Gena Rowlands (Strega), Roddy McDowall (Narratore).

## L'usignolo dell'imperatore
- Titolo originale: The Nightingale
- Diretto da: Ivan Passer
- Scritto da: Joan Micklin Silver
- Soggetto: Hans Christian Andersen

### Trama
L'imperatore della Cina scopre che un usignolo ha il canto più melodioso di tutto il suo regno. Guidato da una cameriera, il sovrano trova l'animale in una foresta e lo cattura, portandolo a palazzo. Ma dopo qualche tempo, all'imperatore viene donato un usignolo meccanico che gli fa dimenticare quello vero, che torna nel bosco. Ma appena l'usignolo vola via, l'imperatore cade malato e sembra che niente possa salvarlo.
- Interpreti: Mick Jagger (Imperatore), Barbara Hershey (Cameriera), Bud Cort (Maestro d'orchestra), Edward James Olmos (Primo ministro).

## La bella addormentata
- Titolo originale: Sleeping Beauty
- Diretto da: Jeremy Kagan
- Scritto da: Jeffrey Alan Fiskin
- Soggetto: Charles Perrault

### Trama
Non invitata al battesimo dai genitori, il re e la regina, la dispotica fata Henbane getta una maledizione sulla principessa loro figlia: un giorno la fanciulla si pungerà con l'ago di un fuso e cadrà a terra morta. Una fata buona modifica il sortilegio, cambiando la morte in un sonno di cento anni, dal quale la principessa sarà svegliata dal bacio di un giovane principe.
- Interpreti: Beverly D'Angelo (Fata malvagia Henbane), Bernadette Peters (Principessa), Christopher Reeve (Principe azzurro), Carol Kane (Fata buona), René Auberjonois (Re Boris), Sally Kellerman (Regina Natasha), George Dzundza (Taglialegna).

## Jack e la pianta di fagioli
- Titolo originale: Jack and the Beanstalk
- Diretto da: Lamont Johnson
- Scritto da: Rod Ash, Mark Curtiss

### Trama
Il giovane Jack viene imbrogliato al mercato e scambia la sua mucca con un pugno di fagioli. La madre, che non aveva altro che la mucca come sostentamento, si arrabbia e getta i fagioli dalla finestra. Durante la notte nel punto dove sono caduti i fagioli cresce una pianta altissima, che scompare tra le nuvole. Jack, stupito e curioso, si arrampica sull'enorme fusto verde, e sbuca in un regno di giganti.
- Interpreti: Dennis Christopher (Jack), Elliott Gould (Gigante), Jean Stapleton (Gigantessa), Katherine Helmond (Madre di Jack), Mark Blankfield (Narratore).

## Cappuccetto Rosso
- Titolo originale: Little Red Riding Hood
- Diretto da: Graeme Clifford
- Scritto da: Rod Ash, Mark Curtiss
- Soggetto: Fratelli Grimm

### Trama
Mary, da tutti chiamata Cappuccetto Rosso per la deliziosa mantellina che indossa, attraversa il bosco per recarsi a casa della nonna, che non si sente molto bene. Ma non segue i consigli dei genitori, che la avvertono di non allontanarsi dal sentiero, e si inoltra nel folto della foresta, dove un lupo affamato aspetta la sua preda.
- Interpreti: Mary Steenburgen (Mary/Cappuccetto Rosso), Malcolm McDowell (Lupo cattivo), Frances Bay (Nonna), Diane Ladd (Madre di Mary), John Vernon (Padre di Mary), Darrell Larson (Chris).

## Hansel e Gretel
- Titolo originale: Hansel and Gretel
- Diretto da: James Frawley
- Scritto da: Patricia Resnick
- Soggetto: Fratelli Grimm

### Trama
Povero e senza mezzi, un taglialegna viene costretto dalla crudele seconda moglie ad abbandonare i figli, Hansel e Gretel, nel bosco. I bambini, dopo aver trascorso la notte nella foresta, scoprono una meravigliosa casetta di dolciumi, che però appartiene a una strega golosa di carne umana che l'ha costruita per attirare i bambini sperduti nel bosco.
- Interpreti: Ricky Schroder (Hansel), Bridgette Andersen (Gretel), Joan Collins (Matrigna/Strega), Paul Dooley (Padre).

## Riccioli d'oro e i tre orsetti
- Titolo originale: Goldilocks and the Three Bears
- Diretto da: Gilbert Cates
- Scritto da: Rod Ash, Mark Curtiss

### Trama
Una bimbetta bugiarda e impertinente disubbidisce ai genitori e si inoltra nella foresta, entrando nella casetta di tre orsi e mettendola a soqquadro. Sorpresa dai proprietari della casa, impara l'importanza del rispetto e della verità.
- Interpreti: Tatum O'Neal (Riccioli d'oro), Alex Karras (Papà orso), Brandis Kemp (Mamma orso), Donovan Scott (Baby orso), Carole King (Madre di Riccioli d'oro), John Lithgow (Padre di Riccioli d'oro).

## La principessa sul pisello
- Titolo originale: The princess and the pea
- Diretto da: Tony Bill
- Scritto da: Rod Ash, Mark Curtiss
- Soggetto: Hans Christian Andersen

### Trama
Un principe annoiato decide che solo sposandosi potrà ritrovare la felicità. Tuttavia nessuna delle possibili pretendenti, rigorosamente scelte dalla madre, lo soddisfa. Il giovane si innamora di Alecia, una divertente e anticonformista sconosciuta arrivata al castello durante una notte di bufera. Ma per provare che la giovane è la principessa che dice di essere c'è bisogno di una prova.
- Interpreti: Tom Conti (Principe Richard), Liza Minnelli (Principessa Alecia), Beatrice Straight (Regina Veronica), Pat McCormick (Re Federico), Tim Kazurinsky (Giullare), Nancy Allen (Principessa Elisabetta).

## Pinocchio
- Titolo originale: Pinocchio
- Diretto da: Peter Medak
- Scritto da: Rod Ash, Mark Curtiss
- Soggetto: Carlo Collodi

### Trama
Quando il buon falegname Geppetto esprime il desiderio di avere un figlio, la buona fata Sofia decide di esaudirlo e dona la vita a un burattino, Pinocchio, con la promessa che diventerà un bambino a tutti gli effetti se rimarrà sempre buono e giudizioso.
- Interpreti: Paul Reubens (Pinocchio), Carl Reiner (Geppetto), Lainie Kazan (Sofia), James Coburn (Zingaro), James Belushi (Mario).

## Pollicina
- Titolo originale: Thumbelina
- Diretto da: Michael Lindsay-Hogg
- Scritto da: Maryedith Burrell
- Soggetto: Hans Christian Andersen

### Trama
Una donna sola chiede aiuto a una maga per avere un figlio. La maga le dona un seme che sboccia in un meraviglioso fiore, tra i cui petali si nasconde la minuscola Pollicina, così chiamata perché non più alta di un pollice. Ma la graziosa fanciulla attira l'attenzione di una rospa, in cerca di una sposa per il figlio, e Pollicina viene rapita durante la notte per diventare moglie di una viscida rana. Ma riesce a fuggire e dopo molte peripezie viene ospitata da un gentile topo di campagna durante il rigido inverno.
- Interpreti: Carrie Fisher (Pollicina), William Katt (Principe dei fiori), Conchata Ferrell (Madre di Pollicina), Lu Leonard (Mamma Rospa), Burgess Meredith (Talpa), John Pielmeier (Topo di campagna).

## Biancaneve e i sette nani
- Titolo originale: Snow White and the Seven Dwarfs
- Diretto da: Peter Medak
- Scritto da: Robert C. Jones
- Soggetto: Fratelli Grimm

### Trama
Una vanitosa regina, gelosa della bellezza della figliastra Biancaneve, ordina a un cacciatore di portare la principessa nel bosco e ucciderla. Ma l'uomo ha compassione della povera fanciulla e la lascia libera nella foresta. Biancaneve si rifugia in una casetta insieme a sette gentili nani, che di giorno lavorano nelle viscere della terra come minatori. Ma la regina scopre che la rivale è ancora viva, e decide di ucciderla personalmente per tornare a essere la più bella del reame.
- Interpreti: Elizabeth McGovern (Biancaneve), Vanessa Redgrave (Regina malvagia), Rex Smith (Principe azzurro), Michael Preston (Cacciatore), Vincent Price (Specchio Magico), Shelley Duvall (Regina buona).

## La bella e la bestia
- Titolo originale: Beauty and the Beast
- Diretto da: Roger Vadim
- Scritto da: Robert C. Jones
- Soggetto: Jeanne-Marie Leprince de Beaumont

### Trama
La figlia di un mercante, chiamata Bella per la sua grande bellezza, accetta di diventare la prigioniera di una bestia al posto del padre, colpevole di aver rubato per lei una rosa dal giardino del mostro. La bestia, a discapito del suo orribile aspetto, si dimostra tuttavia gentile e di buona compagnia, tanto che Bella inizia ad affezionarsi a lui.
- Interpreti: Susan Sarandon (Bella), Klaus Kinski (Bestia/Principe), Stephen Elliott (Padre di Bella), Anjelica Huston (Marguerite), Nancy Lenehan (Georgette), Stanley Wilson (Jacques).

## Brividi
- Titolo originale: The Boy who Left Home to Find Out about the Shivers
- Diretto da: Graeme Clifford
- Scritto da: Bruce Franklin Singer
- Soggetto: Fratelli Grimm

### Trama
Il giovane Martin, figlio di un contadino, non sa cosa significhi aver paura. Parte quindi per un viaggio intorno al mondo, con la speranza di riuscire a trovare qualcosa o qualcuno in grado di spaventarlo. Viene così incaricato dal re di un paese vicino di passare tre notti all'interno di un castello infestato dagli spettri.
- Interpreti: Peter MacNicol (Martin), Jeff Corey (Padre), Christopher Lee (Re Vladimiro V), Dana Hill (Principessa Amanda), John Achorn (Paesano), Vincent Price (narratore), Frank Zappa (Attila).

## I tre porcellini
- Titolo originale: The Three Little Pigs
- Diretto da: Howard Storm
- Scritto da: Rod Ash, Mark Curtiss

### Trama
Per i tre porcellini di mamma scrofa, Larry, Peter e Paul, è arrivato il momento di abbandonare la casa natale e di cercare fortuna nel mondo. Sulle loro tracce c'è però un lupo diabolico e affamato, che tenterà il tutto per tutto pur di divorarli.
- Interpreti: Billy Crystal (Larry), Stephen Furst (Peter), Fred Willard (Paul), Valerie Perrine (Tina), Jeff Goldblum (Lupo cattivo), Doris Roberts (Mamma scrofa).

## La regina della neve
- Titolo originale: The Snow Queen
- Diretto da: Peter Medak
- Scritto da: Maryedith Burrell
- Soggetto: Hans Christian Andersen

### Trama
Quando il suo migliore amico Kay viene rapito dalla glaciale regina della neve, e portato nel suo lontano castello di ghiaccio, la giovane Gerda si incammina verso il regno delle nevi per salvarlo.
- Interpreti: Lee Remick (Regina della neve), Melissa Gilbert (Gerda), Lance Kerwin (Kay), Mary Jackson (Nonna), Lauren Hutton (Signora dell'estate).

## Il pifferaio di Hamelin
- Titolo originale: The Pied Piper of Hamelin
- Diretto da: Nicholas Meyer
- Scritto da: Nicholas Meyer
- Soggetto: Robert Browning

### Trama
La città di Hamelin è invasa dai topi. Il consiglio cittadino convoca un magico pifferaio in grado di allontanare le bestie dal paese ma il compenso richiesto è troppo alto, così il sindaco, una volta terminata la disinfestazione, si rifiuta di pagare. Per vendetta, il pifferaio utilizza la sua musica per rapire tutti i bambini della città.
- Interpreti: Eric Idle (Pifferaio/Robert Browning), Tony Van Bridge (Edward Fisher/Sindaco), Keram Malicki-Sánchez (Willy).

## Faerie Tale Theatre: Greatest Moments
Episodio speciale costituito da interviste al cast e alla troupe, sketch recitati e scene tratte dagli episodi precedenti.

## Cenerentola
- Titolo originale: Cinderella
- Diretto da: Mark Cullingham
- Scritto da: Rod Ash, Mark Curtiss
- Soggetto: Charles Perrault

### Trama
La povera Cenerentola, orfana di entrambi i genitori, vive con la crudele matrigna e le sue dispotiche figlie, Arlene e Berta, che la trattano come una serva, obbligandola a svolgere da sola tutte le faccende di casa. Finché la Fata Madrina di Cenerentola non appare per aiutare la fanciulla ad andare al ballo a palazzo in onore del bel principe Henry.
- Interpreti: Jennifer Beals (Cenerentola), Eve Arden (Matrigna), Jean Stapleton (Fata Madrina), Matthew Broderick (Principe Henry), Jane Alden (Arlene), Edie McClurg (Berta).

## Il gatto con gli stivali
- Titolo originale: Puss in Boots
- Diretto da: Robert Iscove
- Scritto da: Jules Feiffer
- Soggetto: Charles Perrault

### Trama
Un povero contadino si ritrova suo malgrado una fortuna tra le mani, quando l'innocuo gatto ereditato dal padre morente si dimostra più sveglio del previsto, e armato di un paio di stivali parte per conquistare fama e ricchezza, oltre che la mano della principessa, per il suo padrone.
- Interpreti: Ben Vereen (Gatto), Gregory Hines (Edgar), Rod Gist (Edwin), Brock Peters (Orco), George Kirby (Re), Alfre Woodard (Principessa Lovenia).

## Il vestito nuovo dell'imperatore
- Titolo originale: The Emperor's New Clothes
- Diretto da: Peter Medak
- Scritto da: Rod Ash, Mark Curtiss
- Soggetto: Hans Christian Andersen

### Trama
Un vanesio imperatore, più attento all'abbigliamento che alle questioni politiche, si lascia truffare da due sordidi banditi, che si offrono di confezionargli un prodigioso abito, invisibile agli occhi degli sciocchi, per l'annuale parata dell'impero.
- Interpreti: Dick Shawn (Imperatore), Alan Arkin (Bo), Art Carney (Morty), Timothy Dalton (Narratore), Clive Revill (Primo Ministro), Julian Chagrin (Generale).

## Aladino e la lampada magica
- Titolo originale: Aladdin and His Wonderful Lamp
- Diretto da: Tim Burton
- Scritto da: Rod Ash, Mark Curtiss

### Trama
Il giovane popolano Aladino, entrato in possesso di una lampada magica, corona grazie al genio che la abita il suo sogno di diventare ricco e sposare la bella principessa Sabrina. Ma il mago marocchino grazie al quale Aladino aveva trovato la lampada medita vendetta, e con uno stratagemma riesce a impossessarsi della lampada e ad avere il genio ai suoi ordini.
- Interpreti: Robert Carradine (Aladino), James Earl Jones (Genio della lampada), Leonard Nimoy (Mago marocchino), Joseph Maher (Sultano), Valerie Bertinelli (Principessa Sabrina), Ray Sharkey (Grand Vizir).

## La principessa che non aveva mai riso
- Titolo originale: The Princess who Had Never Laughed
- Diretto da: Mark Cullingham
- Scritto da: David Felton

### Trama
Una bella principessa, cresciuta senza mai ridere in un reame dove non si ammettono frivolezze, decide che sposerà il primo uomo che riuscirà a strapparle una risata. Solo il modesto figlio di un contadino, insieme al suo maiale, riuscirà nell'impresa e diventerà re.
- Interpreti: Ellen Barkin (Principessa Henrietta), Sofia Coppola (Gwendolyn), Howard Hesseman (Re), Howie Mandel (Waldo), William Daniels (Narratore).

## Rip Van Winkle
- Titolo originale: Rip Van Winkle
- Diretto da: Francis Ford Coppola
- Scritto da: Rod Ash, Mark Curtiss
- Soggetto: Washington Irving

### Trama
Rip Van Winkle è affabile e benvoluto da tutti, ma decisamente pigro. Dopo essere stato per l'ennesima volta rimproverato dalla moglie, si rifugia tra le montagne, dove si addormenta profondamente sotto un albero. Si risveglia 20 anni dopo, e nel suo villaggio tutto è cambiato.
- Interpreti: Harry Dean Stanton (Rip Van Winkle), E Begley Jr. (Brom Dutcher), Tim Conway (Sindaco), Roy Dotrice (Peter Vanderdonk), Talia Shire (Wilma Van Winkle).

## La sirenetta
- Titolo originale: The Little Mermaid
- Diretto da: Robert Iscove
- Scritto da: Anne Beatts
- Soggetto: Hans Christian Andersen

### Trama
Innamoratasi di un umano salvato durante una tempesta, la sirenetta Perla si reca dalla strega del mare per trasformare, in cambio della sua meravigliosa voce, la sua coda di pesce in un paio di gambe umane e poter andare sulla terraferma. Ma dovrà conquistare l'amore del principe Andrew prima che questo sposi un'altra, o per lei sarà la fine.
- Interpreti: Pam Dawber (Perla), Treat Williams (Principe Andrew), Helen Mirren (Principessa Amelia), Brian Dennehy (Re Nettuno), Karen Black (Strega del mare), Donna McKechnie (Anemone), Laraine Newman (Coral).

## Il ballo delle principesse
- Titolo originale: The Dancing Princesses
- Diretto da: Peter Medak
- Scritto da: Maryedith Burrell
- Soggetto: Fratelli Grimm

### Trama
Un re iperprotettivo scopre che le scarpe da ballo delle sue 6 figlie si bucano ogni notte, nonostante le fanciulle non escano mai dalla loro stanza. Offre la mano di una di loro a chi saprà risolvere il mistero. Ma l'astuzia della primogenita, la principessa Janetta, mette fuori gioco tutti i principi accorsi. Solo un giovane soldato, di ritorno dalla guerra perché ferito, saprà essere abbastanza furbo da riuscire nell'impresa.
- Interpreti: Lesley Ann Warren (Principessa Janetta), Peter Weller (Soldato), Roy Dotrice (Re), Zelda Rubinstein (Vecchia).